# Даніель Ніклас фон Гепкен
Даніель Ніклас фон Гепкен (швед. Daniel Niklas von Höpken; 9 березня 1669, Бремен — 26 квітня 1741, Стокгольм) — шведський державний діяч, барон (1719).

## Життєпис
Даніель Ніклас фон Гепкен народився 9 березня 1669 року в родовому маєтку Мела у Бремені в сім'ї Нікласа фон Гепкен та Анни Маргарети фон Ґрейффентц.
В 1719 отримав титул барона й посаду державного секретаря з зовнішніх справ.
Помер 26 квітня 1741 року в Стокгольмі.